# Seriatopora hystrix
Seriatopora hystrix es una especie de coral hermatípico de la familia Pocilloporidae, orden Scleractinia. 
Su esqueleto es macizo, y está compuesto de carbonato cálcico. Tras la muerte del coral, su esqueleto contribuye a la generación de nuevos arrecifes en la naturaleza, debido a que la acción del CO2 convierte muy lentamente su esqueleto en bicarbonato cálcico, sustancia esta asimilable directamente por las colonias coralinas. 

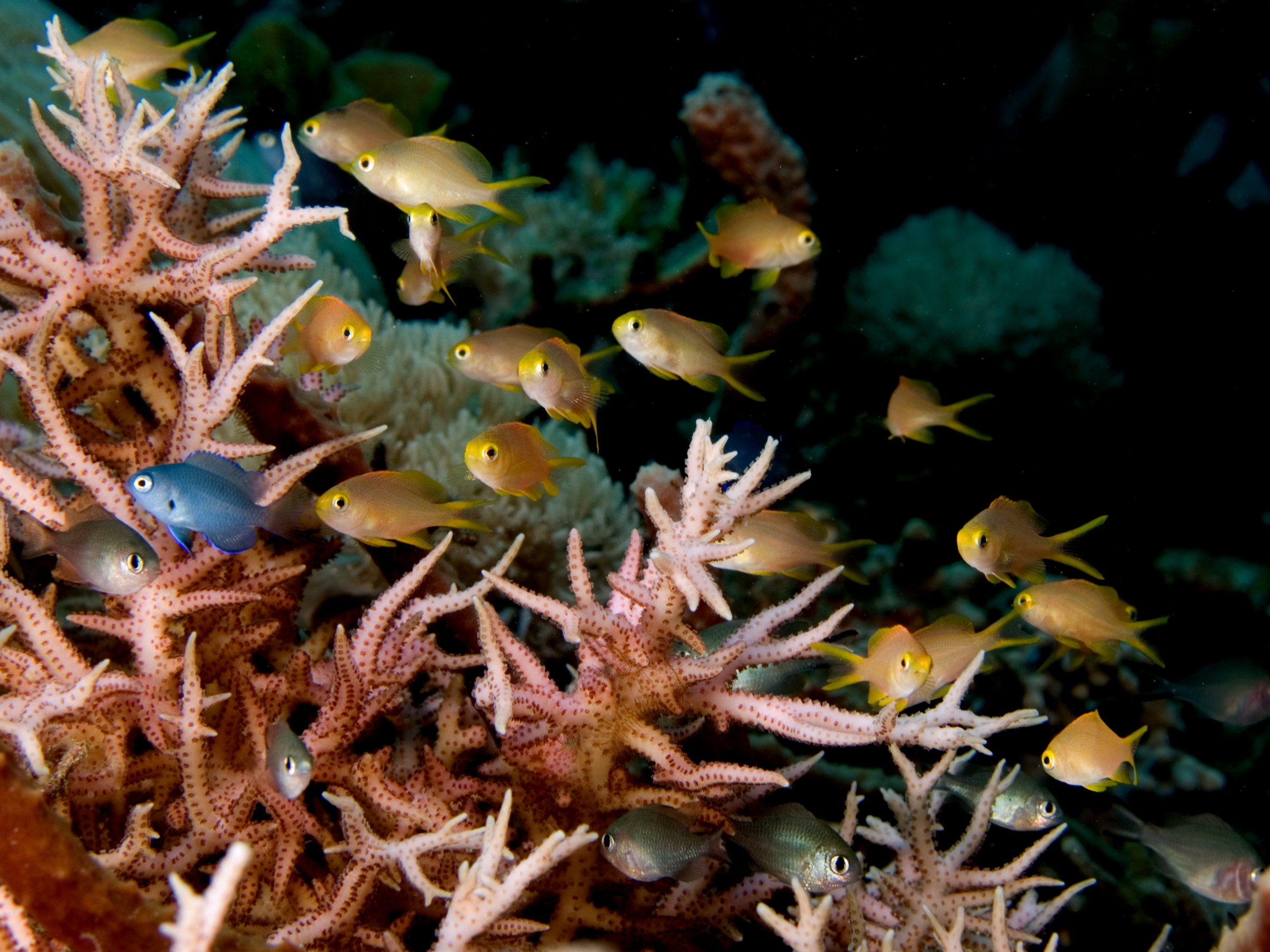
Grupos de peces Anthias y Chromis refugiados en S. hystrix.

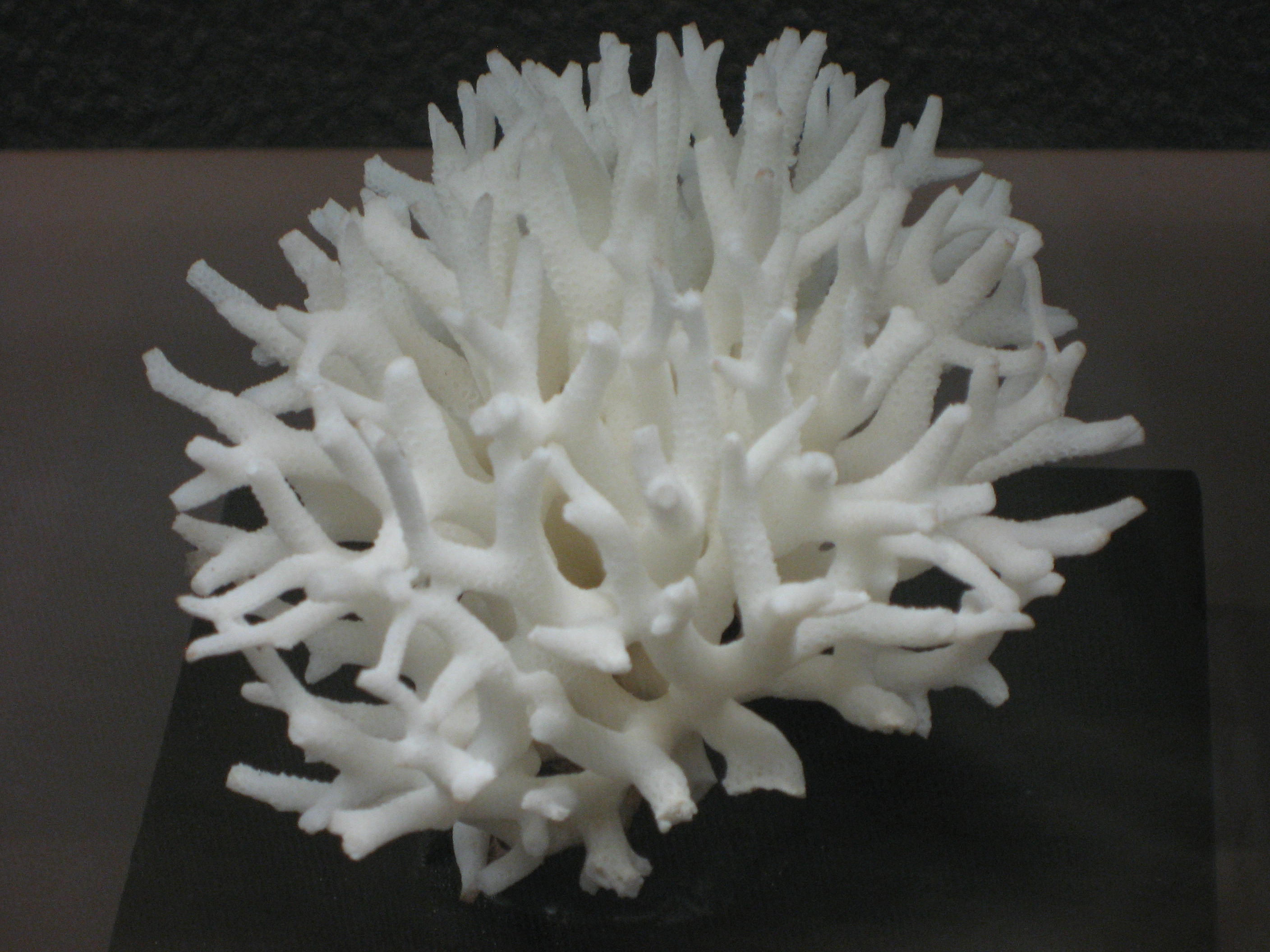
Esqueleto de un S. hystrix en el museo-acuario de Nancy, Francia.

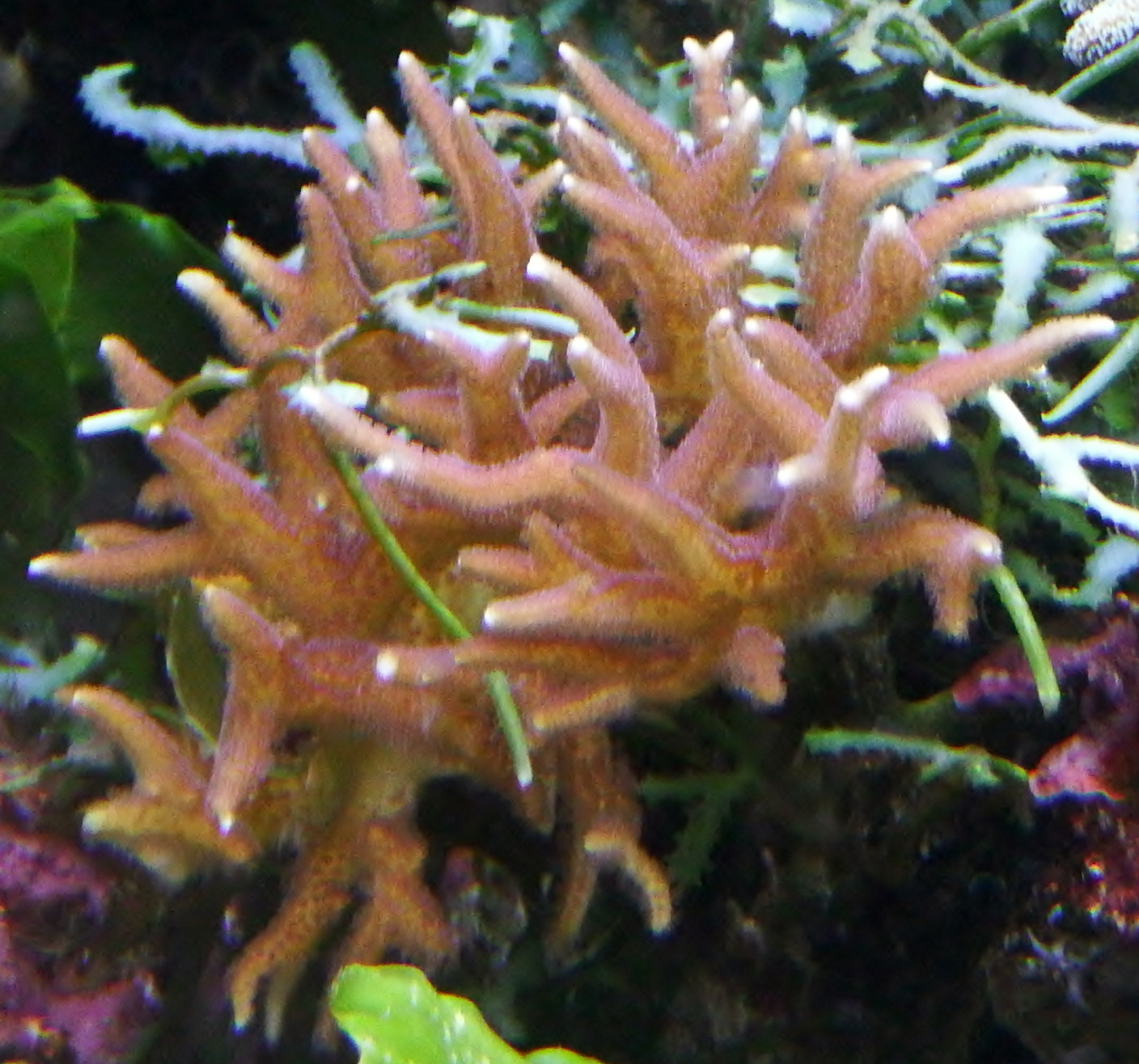
S. hystrix en "acuario de arrecife"

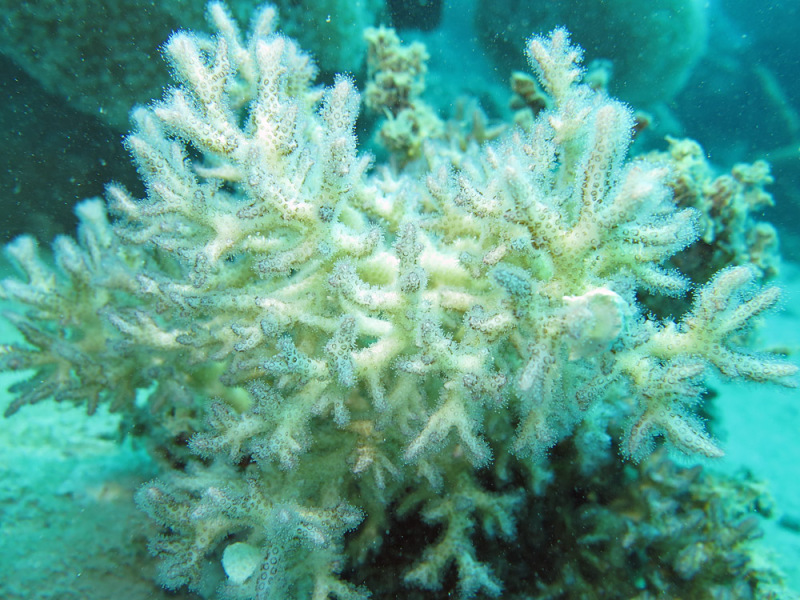
Colonia de S. hystrix con inusual coloración crema-azulada, en isla Lizard, Australia

## Morfología
Los pólipos del Seriatopora son muy pequeños y presentan unas células urticantes denominadas nematocistos, empleadas en la caza de presas microscópicas de plancton. 
La gama de colores va del rosa al violáceo o crema. 
El esqueleto es poroso y ligero, y se compone de las siguientes partes:
- Coralitos axiales: el coralito central que determina el eje o el crecimiento en un Seriatopora. Se suelen situar en el extremo final de cada rama, aunque los coralitos axiales y coralitos axiales incipientes se pueden formar también a lo largo de las ramas.
- Coralitos radiales: coralitos periféricos a los lados de las ramas.
- Coenosteum: matriz del esqueleto que se encuentra entre los coralitos pero no forma parte de ellos (aunque habitualmente el límite no se puede distinguir).

## Hábitat y distribución
Suelen vivir en arrecifes de coral localizados en los mares tropicales (a una latitud situada entre 30ºN y 20ºS), en zonas poco profundas, de 0 a 20 m, bien iluminadas y cercanas a las costas, frecuentemente en zonas intermareales. Aunque también se encuentran en lagunas y zonas protegidas del arrecife, mayoritariamente se dan en zonas de fuertes corrientes. 
Se distribuyen por el océano Indo-Pacífico, desde la costa oriental africana, también en el Mar Rojo, Golfo de Aden, India, China, Malasia, Indonesia, Vietnam, Filipinas, Japón, Australia, Papúa Nueva Guinea, y hasta las islas del océano Pacífico central.

## Alimentación
Los pólipos contienen algas simbióticas llamadas zooxantelas. Las algas realizan la fotosíntesis produciendo oxígeno y azúcares, que son aprovechados por los pólipos, y se alimentan de los catabolitos del coral (especialmente fósforo y nitrógeno). Esto les proporciona entre el 75 y el 95% de sus necesidades alimenticias. El resto lo obtienen atrapando plancton microscópico y materia orgánica disuelta en el agua.

## Reproducción
En general alcanzan la madurez sexual entre los 2 y 3 años.
Se reproducen asexualmente mediante gemación, y sexualmente, lanzando al exterior sus células sexuales. En este tipo de reproducción, la mayoría de los corales liberan óvulos y espermatozoides al agua, siendo por tanto la fecundación externa. Los huevos una vez en el exterior, permanecen a la deriva arrastrados por las corrientes varios días, más tarde se forma una larva plánula que, tras deambular por la columna de agua marina, y en un porcentaje de supervivencia que oscila entre el 18 y el 25 %, se adhiere al sustrato o rocas y comienza su vida sésil, generando un esqueleto, o coralito, y replicándose después por gemación, dando origen así a la colonia coralina.

## Mantenimiento
Como norma, los Seriatopora son difíciles de mantener en cautividad. Una luz de moderada a alta satisfará a la mayoría de las colonias aclimatadas al acuario. Respecto a la corriente, deberá ser fuerte y alterna. 
Es una especie poco agresiva con otros corales. Su arma para conseguir espacio, en orden a atrapar luz, es su rápido crecimiento frente a otras especies.
Debemos aditar microplancton u otros preparados para animales filtradores, adaptados a sus pequeños pólipos.
Con independencia del resto de niveles  de los parámetros comunes del acuario marino: salinidad, calcio, magnesio, dureza, etc., hay que mantener los fosfatos a cero y los nitratos a menos de 20 ppm. Algunos autores, con independencia de aditar oligoelementos (yodo, hierro, manganeso, etc.), recomiendan aditar estroncio hasta mantener un nivel de 10 ppm.
Se recomienda cambios de agua semanales del 5% del volumen del acuario.
La corriente es una de las claves en el mantenimiento de Seriatoporas. Su entramado de ramas debe de estar libre de desechos que puedan sofocar a los pólipos causando su muerte. Es muy común ver ejemplares que tienen mucha coloración en las ramas exteriores pero blanqueamientos de zonas internas. Estos blanqueamientos es señal de un mantenimiento inadecuado. Las algas también son una de las principales amenazas para su supervivencia por los mismos motivos.